# Immobilier entre particuliers
 (juin 2012).
immobilier entre particuliers est un terme qui se réfère à l'acte d'acheter, vendre ou louer un bien immobilier sans passer par un professionnel des transactions immobilières comme une agence immobilière. 

## Cadre juridique
Il n'y a pas de cadre juridique à proprement parler qui régularise les transactions immobilières entre particuliers. Cependant, acheteurs comme vendeurs ont les mêmes droits, mais surtout les mêmes obligations que s'ils passaient par un professionnel, le conseil en moins. C'est par exemple le cas, lorsque ceux-ci sont applicables, pour l'obligation de présentation d'un diagnostic de performance énergétique, les superficies loi Carrez, etc.
Il est aussi tenu de communiquer à l'acheteur toutes informations dont il aurait connaissance au moment de la vente sur la situation de l'immeuble, en particulier sur les servitudes, procédures judiciaires en cours, etc.

## Mise en relation
Pour vendre, acheter ou louer un bien immobilier en direct entre particuliers, on peut passer par des plateformes de mise en relation. Parmi les plus classiques, on retrouve les services presse et sites internet de petites annonces. De nombreux sites proposent des petites annonces gratuites, d'autres ont une version gratuite internet et payante en presse.[réf. nécessaire]

## Marché
Aujourd’hui plus d’une vente sur deux en France se conclut entre particuliers. Ce chiffre cependant est à prendre avec des pincettes puisqu'il ne fait pas la distinction entre la vente d'un bien immeuble bâti et d'un bien immeuble non bâti tel qu'un terrain de loisir ou agricole, incluant ainsi les ventes de parcelles entre voisins, ceux incluant les collectivités locales, etc.
De 2010 à 2011, le prix des biens à la vente entre particuliers a augmenté de 6,94 % selon le groupe PAP. Cependant, contrairement aux statistiques des notaires, l'indice PAP n'est calculé que sur une base de transactions enregistrées dans les huit premières agglomérations françaises,.
Au début de 2023, la hausse des taux d'intérêts bancaire diminue la capacité d'emprunt des acquéreurs. Une tendance baissière sur le marché de la transaction apparait selon hellobien.fr. Il est probable que la demande locative augmente avec l'arrivée d'acquéreurs dont la capacité d'achat s'est amoindrie.